# Muonio (plaats)
Muonio is een dorp binnen de Finse gemeente Muonio in de regio Lapland. Het kerkdorp is het bestuurlijk en opleidingscentrum voor de gemeente en ook daarbuiten.
Het dorp ligt grofweg tussen de E8 en de Muonio rivier. Het vormt ook een van de weinige mogelijkheden via een brug de Muonio over te steken naar Zweden, via de Zweedse weg 404. Muonio heeft een busstation; bussen vertrekken naar en arriveren uit Kaaresuvanto (noordwaarts), Kolari (zuidwaarts) en Kittilä (oostwaarts). 

## Geschiedenis
De eerste vermeldingen van Muonio en regio dateren van circa 1500. De Suomi of Saam genaamd Olli Anundinpioka, een soort gezant (birljarl), krijgt enige rechten in het gebied in 1553 doordat hij het eiland Ylitornio Armas koopt. In 1575 wordt pas gesproken van een nederzetting als de zoon van Olli het bestuur van zijn vader overneemt.
In de 16e eeuw werd ook een kerk gesticht in Muonio, vermoedelijk een voorganger van de huidige kerk (zie foto (onder) die aangesloten was met het bisdom van Tornio, die weer aansloot met het bisdom Uppsala.
In 1812 werd de definitieve grens tussen Zweden en Finland bepaald, waardoor Muonio een eigen parochie kreeg, deze was eerst aangesloten met Enontekiö,  Karesuando en Ylitornio. Muonio treedt in 1849 toe tot het Lapland decanaat, wat in 1850 opging in het bisdom Kuopio-Oulu tot 1923.
Het dorp Muonio brandde tijdens de Laplandoorlog bijna volledig af; slechts een paar huizen en bijgebouwen plus de kerk bleven gespaard.

## Kerk

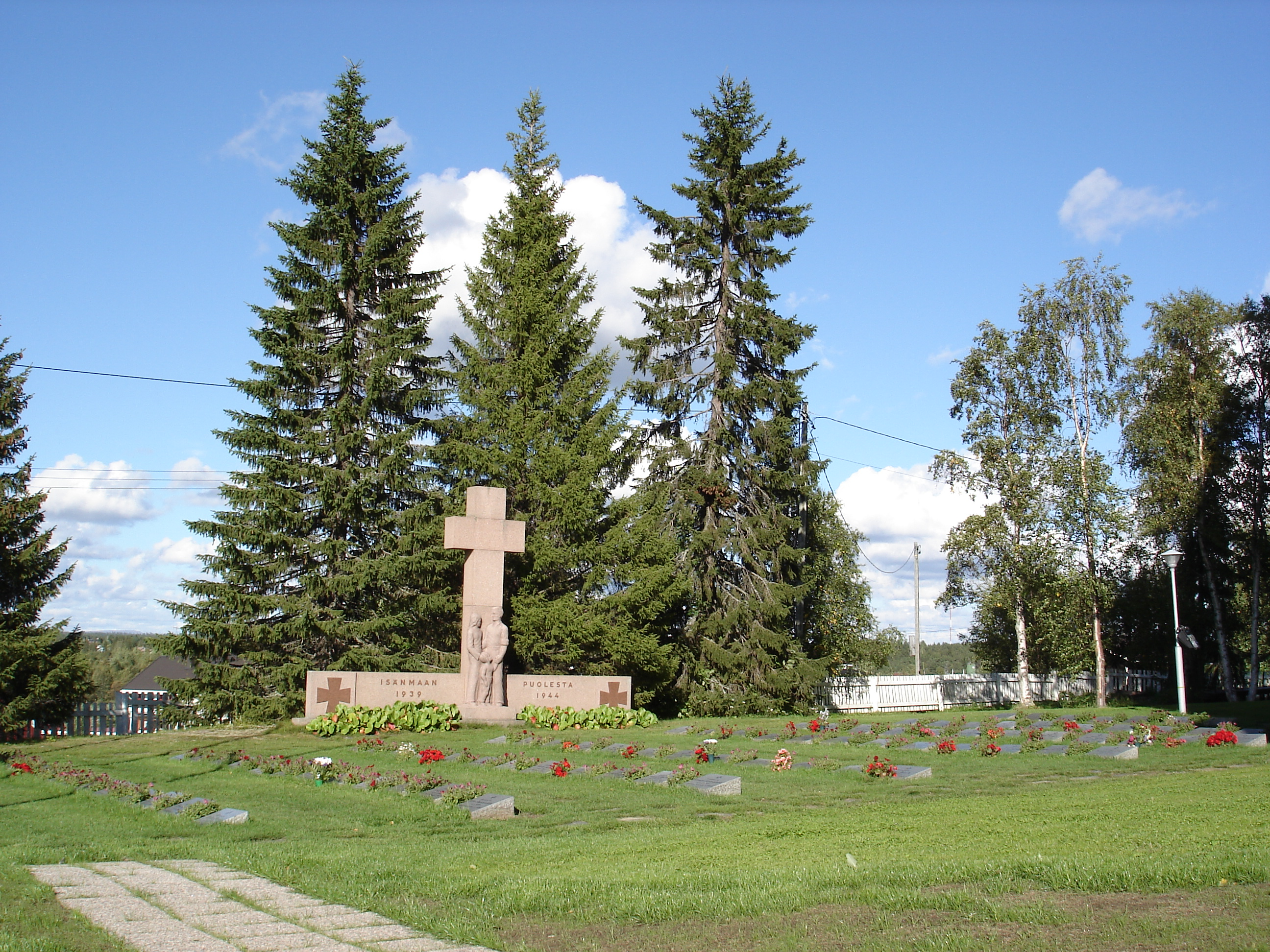
Monument

Muonio is ook het geloofscentrum van de gemeente. De houten kerk uit 1817 (opening 1822) kreeg in 1884 haar klokkentoren. Bij de kerk ook de plaatselijke begraafplaats met monument uit 1958 voor oorlogsslachtoffers uit de Tweede Wereldoorlog. 
Twaalf kilometer noordwaarts ligt Ylimuonio (Boven–Muonio).

## Diversen
In de plaats Muonio is er een basisschool, een school voor middelbaar beroepsonderwijs (voortgezet onderwijs) en een (inter)nationale ski-school.